# Sinfonia n. 2 (Ives)
La  Sinfonia n. 2  di Charles Ives è una composizione per orchestra scritta nel 1902.

## Genesi
Poco tempo dopo aver completato la Prima Sinfonia, Charles Ives iniziò a comporre altri lavori musicali; videro così la luce opere di notevole interesse come The Celestial Country per coro, soli, archi, ottoni e organo (1899) e From the Steeples and the Mountains (1901), cui sarebbe seguita nel 1902 la Seconda Sinfonia. Dopo aver svolto attività di organista presso la New Haven Church, ricoprì identica attività dal 1899 al 1902 nella Central Presbyterian Church a New York. La conclusione degli studi universitari a Yale lo aveva intanto portato a compiere una fondamentale scelta di vita; persuaso che avrebbe potuto dedicarsi alla composizione solo qualora avesse raggiunto una solida posizione economica, nel 1899 decise di intraprendere la carriera di assicuratore divenendo agente della Mutual Life Insurance Company, riservando da allora il tempo alla musica solo durante le ore della sera. Con scelta lungimirante, Ives volle quindi garantirsi di poter dedicare tranquillamente il proprio tempo libero alla musica senza dover dipendere economicamente da essa e senza avere alcun obbligo di essere accettato nell’ambiente musicale che si stava all’epoca formando negli Stati Uniti d’America. A chi gli chiedeva se avesse ritenuto svantaggioso il doversi dedicare tanto agli affari quanto alla musica, aveva risposto: «Le mie esperienze nel mondo degli affari mi hanno mostrato la vita sotto molti aspetti, che altrimenti avrei ignorato … Attraverso gli affari ho conosciuto in pieno la vita. L’esistenza è come un arazzo intessuto tutto di un pezzo. Non si può relegare un’arte in un angolo nella speranza che abbia vitalità, realtà e sostanza. L’arte vera non può conoscere esclusioni. Essa proviene direttamente dal centro dell’esperienza della vita, dalla meditazione sulla vita e infine dalla vita vissuta. Il mio lavoro di musicista mi ha aiutato negli affari e il mio lavoro come uomo d’affari mi è stato d’aiuto per la mia musica».
Animato da questo spirito di dignitosa indipendenza artistica, Charles Ives ha iniziato a comporre la sua Seconda Sinfonia, opera che - a dispetto della semplice apparenza - è portatrice di un messaggio fortemente personale ed originale. Iniziata nel 1897 e portata a compimento nel 1902, essa sarebbe stata eseguita per la prima volta solo nel 1951 dall’Orchestra Filarmonica di New York sotto la direzione di Leonard Bernstein.

## Struttura
Diversamente dalla Prima Sinfonia, la Seconda è in cinque movimenti, con il primo collegato al secondo ed il quarto al quinto, mentre il terzo sta da solo quasi a voler rappresentare simbolicamente il centro dell’opera, che peraltro rivela una rara coesione formale. Si differenzia dalla Prima anche per la struttura più complessa e articolata, in cui trovano inserimento anche numerosi motivi tratti dal patrimonio musicale popolare americano.
Il primo movimento Andante moderato è breve e scorre con calma evidenziando una costruzione polifonica ben proporzionata; esso conduce direttamente all’Allegro del secondo movimento , più ampio e complesso, in cui si avverte ancora l’influenza della tradizione europea, soprattutto con riferimento a Brahms, Beethoven e Dvořák. Non meno della prima, già in questi due movimenti iniziali la Seconda si rivela una sinfonia molto piacevole all’ascolto, ancora in stile tardo romantico ma con una modernità decisamente più accentuata che tuttavia non è facile da rinvenire in quanto le arditezze sono molto ben inserite dal compositore nel flusso delle idee musicali concepite secondo un disegno logico e coerente. 
Nel terzo movimento Adagio cantabile, dall’incedere nobile e solenne a un tempo (che richiama lo stile di Sir Edward Elgar), Ives introduce nella parte finale una citazione di Brahms (dall’Andante della Prima Sinfonia), trasfigurando il tema in modo da accostarlo al brano America the Beautiful; anche l’inciso iniziale di quattro note della Quinta di Beethoven è citato ma in un tono completamente diverso, ovattato e quasi mistico, alla maniera di una interpretazione organistica.
Il quarto movimento Lento maestoso, annunciato dai fiati in tono squillante, rappresenta una sorta di breve introduzione al più vasto quinto movimento finale in tempo Allegro molto vivace, in cui Ives utilizza il materiale musicale di una sua opera giovanile intitolata American Woods (Foreste americane). Ancor più che nel terzo movimento, abbondano nel quinto le citazioni, in particolar modo di brani popolari americani e perfino di musica militare, che possono non apparire evidenti a un europeo ma che sono immediatamente riconoscibili al pubblico statunitense. Tra i motivi compresi figurano Columbia, the Gem of the Ocean, brano che viene utilizzato a più riprese e che ritorna nel finale in maniera trionfale; Camptown Races (annunciato come il precedente dagli ottoni a mo’ di fanfara); Bringing in the Sheaves (intonato dagli archi); When I Survey the Wondrous Cross (orchestra). E poi è la volta di Swanee River e Ol’ Black Joe (con il magnifico assolo del corno accompagnato dall’orchestra in una prima elaborazione e poi del violoncello assieme al flauto in un secondo momento), cui segue Long, Long Ago (di nuovo il corno, seguito dal flauto). C’è anche un brusco riferimento alla sveglia militare, naturalmente ad opera delle trombe, ed infine compaiono alcune canzoni studentesche (ricordo probabilmente del periodo giovanile trascorso da Ives a Yale) tra cui un vecchio ritornello di Dartmouth intitolato Where, Oh Where are the Pea-green Freshmen?, affidato al timbro nasale degli oboi. Il movimento si conclude in tono trionfale con le trombe che citano per l’ultima volta il motivo della sveglia in modo assurdamente dissonante; Ives sembra così voler rivolgere un saluto al padre George e lanciare al tempo stesso uno sberleffo al passato.

## Discografia parziale
- Concertgebouw Orchestra, Michael Tilson Thomas (Sony BMG)
- Los Angeles Philharmonic, Zubin Mehta (Decca)
- Melbourne Symphony Orchestra, Sir Andrew Davis (Chandos)
- Nashville Symphony Orchestra, Kenneth Schermerhorn (Naxos)
- New York Philharmonic, Leonard Bernstein (Deutsche Grammophon)
- New York Philharmonic, Leonard Bernstein (Sony BMG)